# فينس شابمان
فينس شابمان (بالإنجليزية: Vince Chapman)‏ (5 ديسمبر 1967 بنيوكاسل أبون تاين في المملكة المتحدة - ) هو لاعب كرة قدم بريطاني في مركز الدفاع. لعب مع نادي روتشديل وهدرسفيلد تاون وتولو تاون ‏.